# Grünburg (Górna Austria)
Grünburg – gmina w Austrii, w kraju związkowym Górna Austria, w powiecie Kirchdorf an der Krems. Liczy 3779 mieszkańców.